# ديوداتو
ديوداتو (بالإنجليزية: Diodato)‏ هو مغني وكاتب أغاني إيطالي ولد في 30 أغسطس 1981.

## وصلات خارجية
- ديوداتو على موقع IMDb (الإنجليزية)
- ديوداتو على موقع ميوزك برينز (الإنجليزية)
- ديوداتو على موقع أول ميوزيك (الإنجليزية)
- ديوداتو على موقع ديسكوغز (الإنجليزية)
- ديوداتو على موقع قاعدة بيانات الفيلم (الإنجليزية)